# Вінтер Олександр Васильович
Олекса́ндр Васи́льович Вінтер (Вільгельм-Олександр) (10 жовтня 1878 — 9 березня 1958) — вчений в галузі енергетики, академік АН СРСР.

## Життєпис
Народився у Гродненській губернії, у селищі Старосільці Білостоцького повіту (теперішня територія Польщі); батько його, Вільгельм-Олександр, працював машиністом на залізниці, через кілька років його перевели в депо Козятин. Закінчив залізничне училище в Козятині, вчився в Київському реальному училищі. 1892 року родина переїздить в Білосток, там закінчив 7 класів реального училища.
З 1898 року навчався у Київському політехнічному інституті, за участь у студентських заворушеннях 1900 року виключений з інституту, чотири місяці перебував під арештом в Лук'янівці.
У Баку за рекомендаційним листом інститутського професора Михайла Тіхвінського, адресованому Р. Е. Классону і Л. Б. Красіну, був прийнятий практикантом на міську Білогородську електростанцію, працював на Бібі-Ейлаті, електрифікував нафтопромисли Балахано — Сабунчінської та Романінської площ. До 1905 року, пройшовши сходами служби, призначається начальником Білогородської електростанції.
За час роботи в Баку двічі робив спробу відновити навчання в Київському політехнічному інституті, але перешкодою залишалася його політична неблагонадійність. У 1907 за сприяння професора Михайла Шателена, декана електромеханічного відділення, Петербурзького політехнічного інституту, Вінтер прийнятий на це відділення.
Закінчивши 1912 року Петербурзький політехнічний інститут, керував будівництвом першої в Російській імперії районної електростанції на торфі — «Електропередача» (ГРЕС ім. Р. Е. Классона) — введена в експлуатацію 1914 року.
1915 року працював на будівництві Владимирського порохового заводу — на станції Черусті.
Весною 1917 року йому і Радченку доручено почати підготовку до будівництва електростанції на Шатурських торфових болотах.
1918 року Вінтера призначили керуючим Електробуду — Управління електротехнічних споруд для будівництва районних електростанцій. Створює при Електробуді Центральну електротехнічну раду, до складу якої увійшли Гліб Кржижановський, Іван Александров, Генріх Графтіо, Роберт Классон. В квітні 1919 він доповідає голові Раднаркому В. І. Леніну про формування 4 будівельних управлінь: Свірського, Волховського, Шатурського і Каширського.
1922 року журнал «Електрика» друкує його статтю «Електропостачання Москви та її околиць у зв'язку з торфовими електричними станціями». Того ж року написав роботу «Силове постачання Баку і Грозного та електрифікація нафтової промисловості».
Начальник будівництва Шатурської ГРЕС, 23 вересня 1925 районна Шатурська електростанція, намічена планом ГОЕЛРО, дала струм від першої машини, а 13 листопада стала до ладу і друга машина.
7 лютого 1927 Вінтер призначений головним інженером, а згодом начальником Дніпробуду. Коли Вінтер почав проводити соціально орієнтовану політику на Дніпробуді, до Москви посипалися скарги, що замість спорудження греблі він зайнявся не тим, заради чого був призначений (керував спорудженням допоміжних об'єктів та житлового будівництва); однак його підтримав нарком Григорій Орджонікідзе. У 1930, з успішним ходом будівництва, його призначено одночасно начальником спорудження усіх цивільних об'єктів Дніпровського промислового комбінату, а невдовзі він очолює роботи з монтажу заводів комбінату. 10 жовтня 1932 року відбулось урочисте відкриття Дніпровської ГЕС. По завершенню будівництва Дніпробуду Вінтер був обраний дійсним членом Академії наук СРСР.
1934 року очолив створений в складі системи Народного комісаріату важкої промисловості Головгідроенергобуд, керував до 1938.
Керував спорудженням Рибінської і Углицької ГЕС, підготовкою до будівництва Куйбишевської ГЕС.
З Головенерго звільнився в 1938 році — він дотримувався теорії потреби дотримування режиму, а не угодовницьких «нічних чергувань» чиновників — «синхронізованих» з Йосипом Джугашвілі.
В часі нацистсько-радянської війни перебував в Куйбишеві, організовував будівництво тимчасових електростанцій.
Протягом 1943—1949 років — заступник голови Технічної ради Міністерства електростанцій СРСР; консультував проекти усіх нових великих електростанцій, зокрема, Ангарському каскаду гідроелектростанцій.
Автор праць, присвячених техніко-організаційним особливостям та енергетичним можливостям Дніпрогесу:
- «Досвід Дніпробуду всім будовам Радянського Союзу»,
- «Дніпро працює на соціалізм».

У 1945—1958 роках працював в Енергетичному інституті АН СРСР.
Нагороджений 3 орденами Леніна, орденом Трудового Червоного Прапора.
Похований на Новодівочому цвинтарі в Москві.

## Вшанування пам'яті
У місті Запоріжжя на його честь названо бульвар, біля ДніпроГЕС встановлено йому пам'ятник.

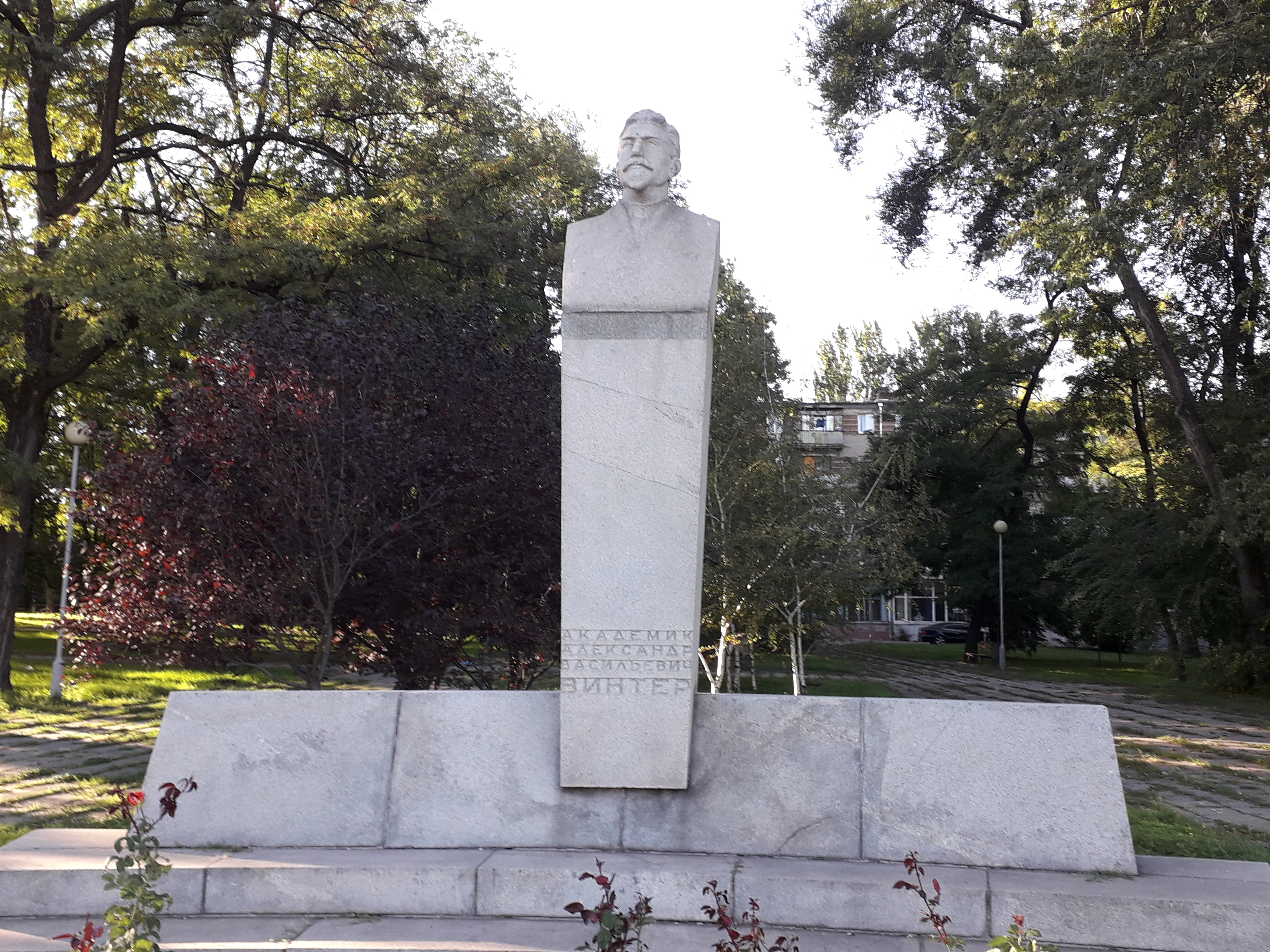
Пам'ятник Олександру Вінтеру у місті Запоріжжя

## Витоки
- Прес-центр
- Всі слова [Архівовано 4 березня 2016 у Wayback Machine.]
- Вінтер Олександр Васильович [Архівовано 5 березня 2016 у Wayback Machine.]
- КПІ [Архівовано 16 січня 2013 у Wayback Machine.]
- 135 років з дня народження [Архівовано 12 березня 2014 у Wayback Machine.](рос.)
- Олександр Вінтер [Архівовано 12 березня 2014 у Wayback Machine.](рос.)